# Список особо охраняемых природных территорий Ленинградской области
В списке особо охраняемых природных территорий (ООПТ) Ленинградской области приведены все 55 комплексов, существовавшие на начало 2022 года. Из них 2 объекта являются заповедниками, 2 — природными парками, 29 [или 28] — заказниками, 19 — памятниками природы, 3 [или 4] — охраняемыми природными ландшафтами. Три объекта — Нижне-Свирский заповедник, Ингерманландский заповедник и заказник Мшинское болото — обладают статусом ООПТ федерального значения, региональное значение имеют 48 перечисленных в таблице ООПТ, местное значение — 4.
Общая площадь ООПТ занимает порядка 7 % от всей территории области — около 6000 км². Крупнейший из них — «Вепсский лес» — имеет площадь 189 100 га, на втором месте заказник «Мшинское болото» с площадью 60 400 га. Наименьшую площадь занимает геологический памятник природы Остров Густой — всего 54 га.
Если не учитывать 6 межрайонных объектов (находящихся на территориях двух и более районов Ленинградской области или же на территории Ленинградской области и Санкт-Петербурга), то больше всего объектов находится в пределах Выборгского (14 ООПТ) и Лужского (7 ООПТ) районов. Остальные ООПТ распределены следующим образом: 5 — во Всеволожском, 4 — в Ломоносовском районах; по 3 — в Кингисеппском и Приозерском; по 2 — в Волосовском, Волховском, Гатчинском и Тосненском районах; по 1 — в Бокситогорском, Киришском, Кировском, Лодейнопольском и Подпорожском. Ни одной охраняемой территории нет в Тихвинском и Сланцевском районах (при этом в Тихвинском есть межрайонная ООПТ).
Большинство особо охраняемых природных территорий Ленинградской области было основано в 1976 году, в том числе и все памятники природы. В российское время список ООПТ области пополнился за счёт заказника «Север Мшинского болота» (1991 год), заказников Гладышевского и Берёзовые острова (1996 год), Вепсского леса (1999 год), Кургальского (2000 год) и Лебяжего заказников (2007 год), Государственного природного заказника «Кивипарк» (2012 год), памятников природы «Токсовские высоты» (2014 год) и «Река Величка» (2021 год), заповедника Восток Финского залива (Ингерманландский) (2017 год) и природного парка «Токсовский» (2019 год).
Профиль большей части ООПТ области заявлен как «комплексный», то есть охране подлежит вся совокупность компонентов природы на соответствующей территории. Имеются и профильно-специализированные объекты: ботанические, геологические, гидрологические и другие.
Во втором разделе списка перечислены 5 ООПТ, которым 13 сентября 1994 года постановлением Правительства Российской Федерации № 1050 был присвоен статус водно-болотных угодий международного значения. На этих территориях действуют международные и национальные программы, направленные на охрану водно-болотных комплексов и их природы и обустройство экологического туризма и рекреации.
В третьем разделе приведены семь резерватов регионального природного парка «Вепсский лес». Все они образованы вместе с самим парком в 1999 году и имеют площадь от 16 (Леринский) до 74,1 км² (Ащозерский).
Также в Ленинградской области имеется немало природных территорий, имеющих статус перспективных ООПТ. По мере получения ими официального статуса, уточнения их границ, площади и категорий охраны, эти территории будут помещаться в данную таблицу.

## ООПТ федерального, регионального и местного значения
Заповедники
 Заказники
 Памятники природы
 Природные парки
| №  | Название                                                    | статус       | вид ООПТ                                          | профиль ООПТ | площадь (км²) | район области                                                     | дата основания                                                                                                 |
| -- | ----------------------------------------------------------- | ------------ | ------------------------------------------------- | --- | ------------- | ----------------------------------------------------------------- | --- |
| 1  | Восток Финского залива (Ингерманландский)                   | Федеральный  | Заповедник                                        | | 140,863       | Выборгский и Кингисеппский районы                                 | 21 декабря 2017 года                                                                                           |
| 2  | Нижне-Свирский заповедник                                   | Федеральный  | Заповедник                                        | | 416,15        | Лодейнопольский район                                             | 1976 год — заказник, 11 июня 1980 года — заповедник                                                            |
| 3  | Анисимовские озёра                                          | Региональный | Заказник                                          | Комплексный | 15,67         | Выборгский район                                                  | 2016 год |
| 4  | Белый камень                                                | Региональный | Заказник                                          | Комплексный | 56,56         | Лужский район                                                     | 1979 год |
| 5  | Берёзовые острова                                           | Региональный | Заказник                                          | Комплексный | 53,616        | Выборгский район                                                  | 1976 год — в составе Выборгского заказника, с 1996 года — выделен в отдельный ООПТ                             |
| 6  | Болото Ламмин-Суо                                           | Региональный | Заказник                                          | Гидрологический | 3,92          | Выборгский район                                                  | 1976 год |
| 7  | Болото Озёрное                                              | Региональный | Заказник                                          | Гидрологический | 10,44         | Выборгский район                                                  | 1976 год |
| 8  | Весенний                                                    | Региональный | Заказник                                          | Комплексный | 8,192         | Выборгский район                                                  | 2016 год |
| 9  | Выборгский заказник                                         | Региональный | Заказник                                          | Комплексный | 113,04        | Выборгский район                                                  | 1976 год |
| 10 | Гладышевский заказник                                       | Региональный | Заказник                                          | Комплексный | 76,30         | Выборгский район и Курортный район Санкт-Петербурга               | 26 июля 1996 года                                                                                              |
| 11 | Глебовское болото                                           | Региональный | Заказник                                          | Гидрологический | 147           | Гатчинский, Тосненский и Лужский районы                           | 1976 год |
| 12 | Гостилицкий заказник                                        | Региональный | Заказник                                          | Ботанический | 6,168         | Ломоносовский район                                               | 1976 год |
| 13 | Гряда Вярямянселькя                                         | Региональный | Заказник                                          | Комплексный | 76,135        | Приозерский район                                                 | Памятник природы с 1976 года, с 26 декабря 1996 года — заказник                                                |
| 14 | Дубравы у деревни Велькота                                  | Региональный | Заказник                                          | Комплексный | 3,218         | Кингисеппский район                                               | Памятник природы с 1976 года, с 26 декабря 1996 года — заказник                                                |
| 15 | Илола                                                       | Местный      | Заказник [иногда считается охраняемым ландшафтом] | Комплексный | 3,8194        | Выборгский район                                                  | 2008 год |
| 16 | Кивипарк                                                    | Региональный | Заказник                                          | Комплексный | 68,586        | Выборгский район                                                  | 2012 год |
| 17 | Коккоревский                                                | Региональный | Заказник                                          | Комплексный | 23,047        | Всеволожский район                                                | 2015 год |
| 18 | Котельский заказник                                         | Региональный | Заказник                                          | Комплексный | 161.436       | Кингисеппский район                                               | 1976 год |
| 19 | Кургальский заказник                                        | Региональный | Заказник                                          | Комплексный | 599,5         | Кингисеппский район                                               | 20 июля 2000 года                                                                                              |
| 20 | Лебяжий заказник                                            | Региональный | Заказник                                          | Комплексный | 63,446        | Ломоносовский район                                               | 3 апреля 2007 года                                                                                             |
| 21 | Линдуловская роща                                           | Региональный | Заказник                                          | Ботанический; входит в состав объекта Всемирного наследия ЮНЕСКО «Исторический центр Санкт-Петербурга и связанные с ним комплексы памятников». | 10,03         | Выборгский район                                                  | 1976 год, в декабре 1990 года — внесён в списки объектов всемирного наследия                                   |
| 22 | Лисинский заказник                                          | Региональный | Заказник                                          | Комплексный | 282,60        | Тосненский район                                                  | 1976 год |
| 23 | Озеро Мелководное                                           | Региональный | Заказник                                          | Орнитологический | 39            | Выборгский район                                                  | 1976 год |
| 24 | Мшинское болото                                             | Федеральный  | Заказник                                          | Гидрологический | 604           | Гатчинский и Лужский районы                                       | 1976 год, федеральный с 30 августа 1982 года                                                                   |
| 25 | Ракитинский заказник                                        | Региональный | Заказник                                          | Комплексный | 7,785         | Гатчинский район                                                  | 1976 год |
| 26 | Раковые озёра                                               | Региональный | Заказник                                          | Комплексный | 105,212       | Выборгский район                                                  | 1976 год |
| 27 | Север Мшинского болота                                      | Региональный | Заказник                                          | Гидрологический | 147           | Гатчинский и Лужский районы                                       | 1991 год. с 1994 года входит в состав водно-болотного угодья международного значения Мшинская болотная система |
| 28 | Сяберский заказник                                          | Региональный | Заказник                                          | Комплексный | 118,25        | Лужский район                                                     | 1976 год |
| 29 | Череменецкий заказник                                       | Региональный | Заказник                                          | Ландшафтный | 71            | Лужский район                                                     | 1976 год |
| 30 | Чистый мох                                                  | Региональный | Заказник                                          | Комплексный | 64,34         | Киришский район                                                   | 1976 год |
| 31 | Шалово-Перечицкий заказник                                  | Региональный | Заказник                                          | Комплексный | 52,72         | Лужский район                                                     | 1976 год |
| 32 | Река Величка                                                | Региональный | Памятник природы                                  | | 3,91          | Выборгский район                                                  | 2021 год |
| 33 | Истоки реки Оредеж в урочище Донцо                          | Региональный | Памятник природы                                  | Комплексный | 9,5           | Волосовский район                                                 | 1976 год |
| 34 | Каньон реки Лава                                            | Региональный | Памятник природы                                  | Комплексный | 1,6           | Кировский район                                                   | 1976 год |
| 35 | Колтушские высоты                                           | Региональный | Памятник природы                                  | Входит в состав объекта Всемирного наследия ЮНЕСКО «Исторический центр Санкт-Петербурга и связанные с ним комплексы памятников»                | 12,116        | Всеволожский район                                                | 2015 год |
| 36 | Музей-усадьба Н. К. Рериха                                  | Региональный | Памятник природы                                  | Комплексный | 0,568         | Волосовский район                                                 | 2009 год |
| 37 | Нижневолховский                                             | Региональный | Памятник природы                                  | | 0,332         | Волховский район                                                  | 2016 год |
| 38 | Обнажения девона и штольни на реке Оредеж у деревни Борщово | Региональный | Памятник природы                                  | Геологический | 2,7           | Лужский район                                                     | 1976 год |
| 39 | Обнажения девона на реке Оредеж у посёлка Белогорка         | Региональный | Памятник природы                                  | Геологический | 1,2           | Гатчинский район                                                  | 1976 год |
| 40 | Обнажения девона на реке Оредеж у посёлка Ям-Тёсово         | Региональный | Памятник природы                                  | Геологический | 2,25          | Лужский район                                                     | 1976 год |
| 41 | Обнажения девонских и ордовикских пород на реке Саба        | Региональный | Памятник природы                                  | Геологический | 6,5           | Лужский район                                                     | 1976 год |
| 42 | Озеро Красное                                               | Региональный | Памятник природы                                  | Геологический и гидрологический | 28,725        | Приозерский район                                                 | 1976 год |
| 43 | Озеро Ястребиное                                            | Региональный | Памятник природы                                  | Комплексный | 6,295         | Приозерский район                                                 | 1976 год |
| 44 | Остров Густой                                               | Региональный | Памятник природы                                  | Геологический | 0,54          | Выборгский район                                                  | 1976 год |
| 45 | Радоновые источники и озёра в поселке Лопухинка             | Региональный | Памятник природы                                  | Геологический и гидрологический | 1,589         | Ломоносовский район                                               | 1976 год |
| 46 | Река Рагуша                                                 | Региональный | Памятник природы                                  | Комплексный | 10,34         | Бокситогорский район                                              | 1976 год |
| 47 | Саблинский                                                  | Региональный | Памятник природы                                  | Комплексный | 3,288         | Тосненский район                                                  | 1976 год |
| 48 | Староладожский                                              | Региональный | Памятник природы                                  | Комплексный | 2,2           | Волховский район                                                  | 1976 год |
| 49 | Токсовские высоты                                           | Региональный | Памятник природы                                  | | 0,59          | Всеволожский район                                                | 2014 год |
| 50 | Щелейки                                                     | Региональный | Памятник природы                                  | Геологический | 6,40          | Подпорожский район                                                | 1976 год |
| 51 | Вепсский лес                                                | Региональный | Природный парк                                    | | 1891          | Лодейнопольский, Подпорожский, Тихвинский и Бокситогорский районы | 14 сентября 1999 года                                                                                          |
| 52 | Токсовский                                                  | Региональный | Природный парк                                    | | 27,6          | Всеволожский район                                                | 2019 год |
| 53 | Озеро Вероярви                                              | Местный      | Охраняемый природный ландшафт                     | Комплексный | 0,818         | Всеволожский район                                                | 2008 год |
| 54 | Поляна Бианки                                               | Местный      | Охраняемый природный ландшафт                     | Комплексный | 0,201         | Ломоносовский район                                               | 2008 год |
| 55 | Хаапала                                                     | Местный      | Охраняемый природный ландшафт                     | Комплексный | 3,961         | Выборгский район                                                  | 2008 год |

## Водно-болотные угодья международного значения
| № | Название | вид ООПТ              | площадь (км²) | район                               | дата основания        |
| - | --- | --------------------- | ------------- | ----------------------------------- | --------------------- |
| 1 | Острова Березовые Финского залива Балтийского моря в пределах Государственного заказника «Березовые острова»              | Водно-болотное угодье | 552,95        | Выборгский район                    | 13 сентября 1994 года |
| 2 | Полуостров Кургальский Финского залива Балтийского моря в пределах Государственного заказника «Кургальский полуостров»    | Водно-болотное угодье | 599,5         | Кингисеппский район                 | 13 сентября 1994 года |
| 3 | Южное побережье Финского залива Балтийского моря в пределах Государственного заказника «Лебяжий»                          | Водно-болотное угодье | 64            | Ломоносовский район                 | 13 сентября 1994 года |
| 4 | Мшинская болотная система в низовьях реки Оредеж в пределах республиканского государственного заказника «Мшинское болото» | Водно-болотное угодье | 751           | Гатчинский и Лужский районы         | 13 сентября 1994 года |
| 5 | Устье реки Свирь, включая Государственный природный заповедник «Нижне-Свирский»                                           | Водно-болотное угодье | 605           | Волховский и Лодейнопольский районы | 13 сентября 1994 года |

## Резерваты Вепсского леса
| № | Название                       | площадь (км²) | район                              | иллюстрация |
| - | ------------------------------ | ------------- | ---------------------------------- | ----------- |
| 1 | Резерват Ащозерский            | 74,1          | Подпорожский и Тихвинский районы   | Фотография  |
| 2 | Резерват «Вепсский лес»        | 73,92         | Подпорожский и Тихвинский районы   | Фотография  |
| 3 | Резерват Висячие озера         | 43            | Подпорожский район                 | Фотография  |
| 4 | Резерват Карбоновые отторженцы | 17,74         | Тихвинский район                   | Фотография  |
| 5 | Резерват Леринский             | 16            | Тихвинский и Бокситогорский районы | Фотография  |
| 6 | Резерват «Линзболото»          | 38            | Подпорожский и Тихвинский районы   | Фотография  |
| 7 | Резерват Урья-Канжая           | 35            | Тихвинский район                   | Фотография  |